# Новый Сантимир
Новый Сантимир — посёлок в Новомалыклинском районе Ульяновской области. Входит в состав Новомалыклинского сельского поселения.

## География
Посёлок находится на расстоянии примерно 15 км (по прямой) к востоку от села Новая Малыкла, административного центра района.

## История
Посёлок основан в 1909 году. В 1990-е годы работал СПК «Берлек».

## Население
| 1859 | 1897 | 2010 |
| ---- | ---- | ---- |
| 478  | ↗619 | ↘61  |

### Национальный состав
Согласно результатам переписи 2002 года, в национальной структуре населения татары составляли 100 % из 101 чел.